# Parque Rosenhöhe
El Parque Rosenhöhe es un parque situado en la ciudad de Darmstadt, en Alemania. El parque recibe su nombre debido a la gran variedad de rosas que crecen en él. De mayo a a noviembre, se pueden ver más de 200 tipos diferentes de rosas en los macizos cuidadosamente recortados.
Con más de 200 años, el parque, constituye un oasis de calma al este de la ciudad. El parque está asentado en una colina y está situado en el barrio de Mathildenhöhe, entre las calles Seitersweg y Erbacher Straße.

## Historia
Tras casarse la Princesa Guillermina de Baden con el Duque Luis II heredero del Gran Ducado de Hesse y del Rin, alrededor de 1810, la princesa encargó al arquitecto de jardines Johann Michael Zeyher que creara un "jardín con gusto moderno" en la zona de Busenberg.
Johann Michael Zeyher fue director de jardinería en Schwetzingen y muy conocido por sus habilidades con la jardinería. El parque fue diseñado siguiendo el estilo de los populares jardines paisajistas ingleses, con caminos sinuosos y muchos árboles y arbustos excéntricos. Además, se incluyeron pabellones, un columpio y la casa de té de Georg Moller, junto a estos se construyó un edificio de tipo residencial que la Gran Duquesa Guillermina utilizó como residencia de verano.
Tras el fallecimiento de su hija Elisabeth, Guillermina mandó construir un mausoleo, conocido ahora como Viejo Mausoleo. Se inició así una tradición en la que se utilizó el parque como lugar de enterramiento. En este mausoleo se enterrarían también la propia Duquesa Guillermina y su marido el Duque Luis II.
El parque pasó tras la muerte de la duquesa a su hijo menor el príncipe Carl. La casa del jardín de tablillas, todavía en pie, se construyó en este momento. En 1894, se construyó un palacio clásico perteneciente al príncipe Guillermo, sin embargo, fue destruido tras la Segunda Guerra Mundial. El parque sufrió muchos daños durante el conflicto por lo que fue sometido a algunos cambios. Durante estas nuevas modificaciones se construyó el Nuevo Mausoleo.
Se construyó además el rosario. Encargado por el último Grand Duque Ernst-Ludwig con el objetivo de crear "un jardín que Alemania nunca había visto antes". El jardín destaca por la variedad de plantas y flores. En 1926, se erigió también la puerta de los leones como entrada al parque.
En 1980 el parque pasó a ser propiedad de la ciudad de Darmstadt, el ayuntamiento se encargó de reparar el rosario que se encontraba cubierto de maleza y ruinas. Desde 1995, la asociación de desarrollo del parque Rosenhöhe ha estado apoyando a la ciudad en sus esfuerzos por preservar el parque.

## Rosario

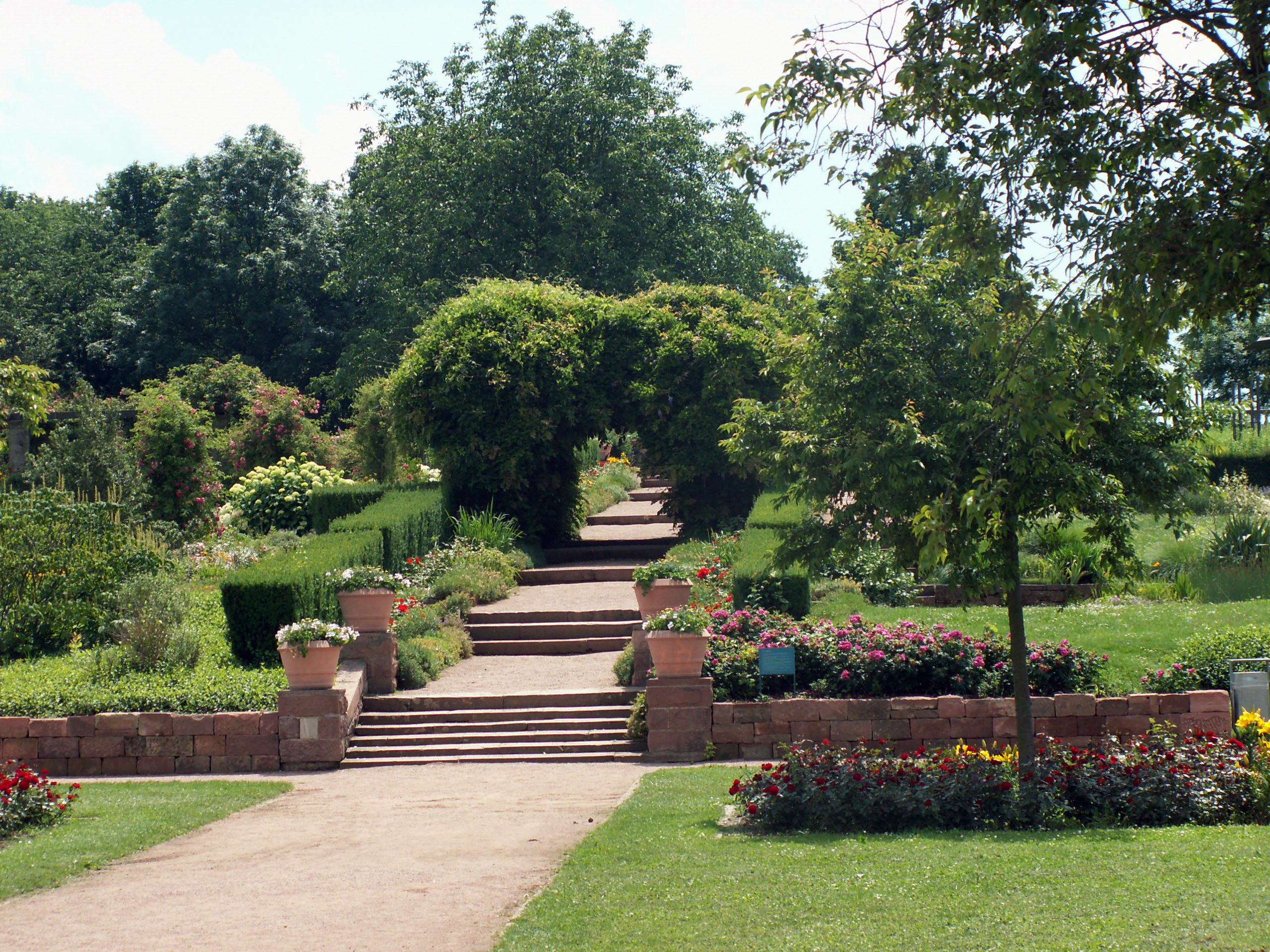
Rosario en el parque Rosenhöhe

El rosario, es una de las partes más relevantes del parque. Con más de 200 especies diferentes de rosas, dan nombre al parque. La rosa tiene un papel preponderante en el jardín instalado a principios del siglo XX. Las rosas trepadoras, cubren el techo de la cúpula y le aseguran un manto de hojas y flores en los meses de primavera y verano. En la parte baja del jardín, los maceteros de rosas se exponen para que el visitante disfrute de las numerosas variedades de esta planta, con información detallada sobre la especie.

## Composición
El parque está constituido además por una gran variedad de árboles y plantas. En el parque Rosenhöhe se pueden encontrar más de 1500 árboles. Desde árboles frutales, árboles de hoja caduca y coníferas, además de árboles exóticos como el cedro del atlas o una magnolia de pepino.

## Las flora del parque

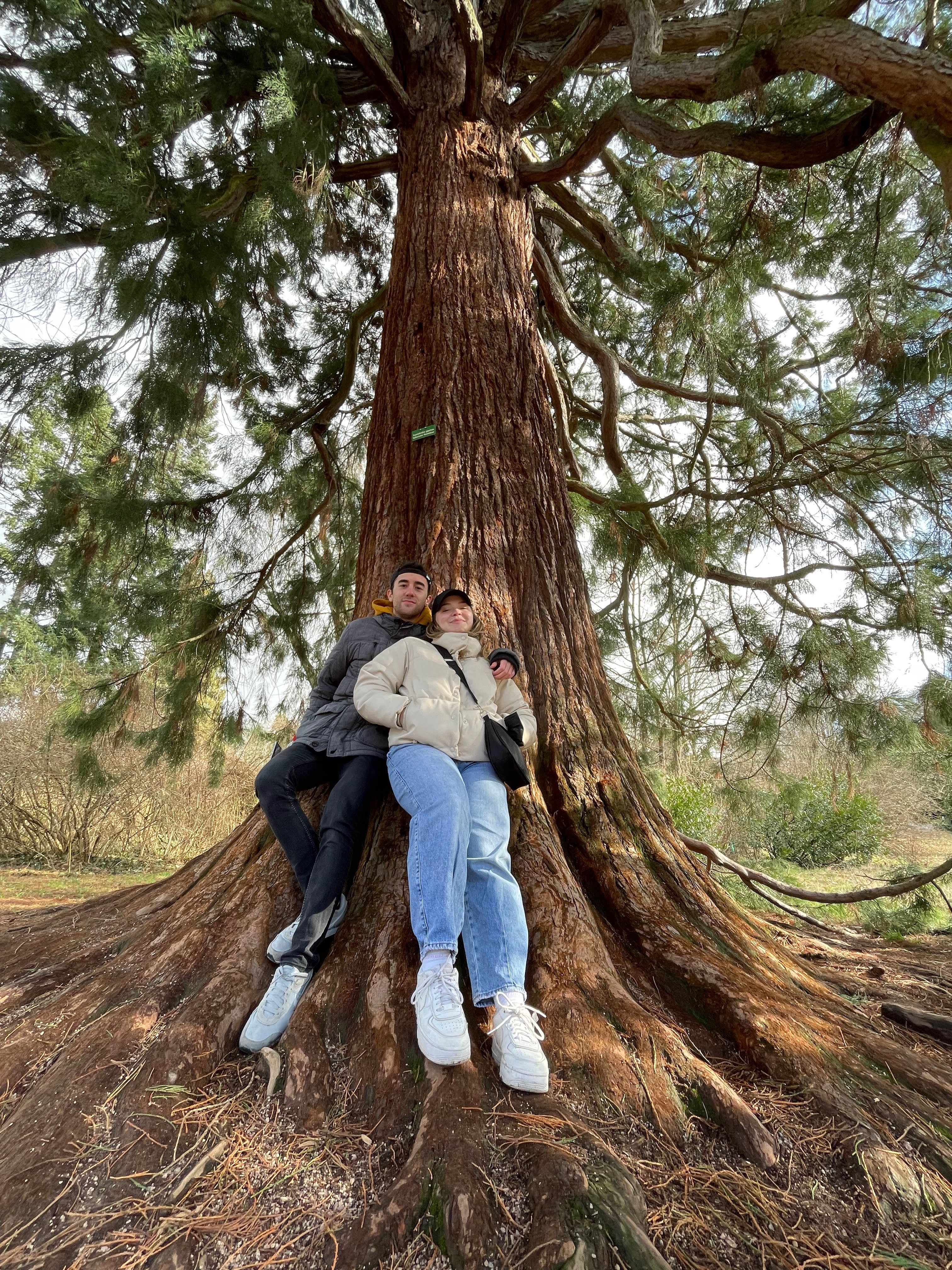
Jóvenes universitarios en Darmstadt

La flora del parque está compuesta por flores, árboles y distintos tipos de hierbas. Alrededor de 1500 árboles componen el parque Rosenhöhe entre los que algunos datan de más de 200 años. Un ejemplo es la secuoya californiana como la que se puede ver en la foto de la derecha. 
Respecto a las flores destacan los tipos de rosas como la rosa rugosa, rosa moschata o la rosa amor amarillo. También cuenta con arbustos históricos y plantas perennes en todo el parque a lo largo de muchos senderos.  
Más de 40 especies de diferentes hierbas puedes encontrar en el parque. Entre ellas encontramos borrajo,  manzanilla, lavanda, laurel o matricaria. 

## Otros parques en Darmstadt
1. Jardín Botánico de Darmstadt
2. Estanque de Panadería  (Backhausteich)
3. Vivarium de Darmsadt
4. Invernadero de naranjos (Orangerie)